# Clydonodozus neavei
Clydonodozus neavei är en tvåvingeart som beskrevs av Alexander 1920. Clydonodozus neavei ingår i släktet Clydonodozus och familjen småharkrankar. Inga underarter finns listade i Catalogue of Life.